# Tarzan and the Huntress
Tarzan and the Huntress é um filme norte-americano de 1947, do gênero aventura, dirigido por Kurt Neumann e estrelado por Johnny Weissmuller e Brenda Joyce.

## A produção

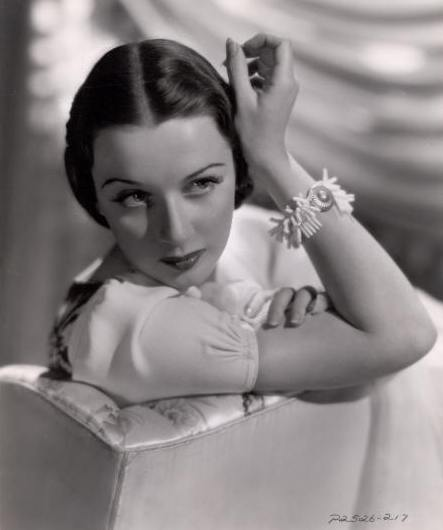
Patricia Morison em foto de divulgação de 1939.

Tarzan and the Huntress foi o penúltimo filme em que o rei das selvas foi vivido por Weissmuller. Há tempos o ator estava descontente com seu salário e desejava diversificar seus papéis. Durante as gravações de Tarzan and the Leopard Woman, ele conseguira a quantia recorde de setenta e cinco mil dólares para estrelar a aventura Swamp Fire. Outros filmes viriam se este fosse bem sucedido, conforme promessa dos produtores. Swamp Fire, entretanto, passou despercebido nas bilheterias e não restou a Weissmuller outra alternativa senão vestir outra vez a tanga que lhe deu fama.
Tarzan and the Huntress foi lançado em março de 1947. O enredo permitiu que uma quantidade maior de animais fosse mostrada nas telas. Este foi um dos motivos para o filme ter sido grande sucesso junto ao público. Weissmuller submeteu-se a um regime e pareceu mais magro e saudável que nos últimos anos.
Quanto a Johnny Sheffield, esta foi a última vez que interpretou Boy, pois estava muito crescido para o papel. Ele foi contratado pela Monogram, onde fez uma série de doze filmes B como "Bomba, O Filho das Selvas", um pastiche de Tarzan criado para uma série de livros.

## Sinopse
Um bando de caçadores, supervisionado pela bela Tanya, invade os domínios do Homem Macaco para capturar animais. O destino deles são os zoológicos europeus, esvaziados desde a Segunda Guerra. Junto com Tanya estão Carl Marley, um financista inescrupuloso, e Paul Weir, um guia cruel. Eles fazem um acordo com o Rei Farrod para aprisionar mais espécimes que o permitido. Contudo, Tarzan está atento e sai em defesa de seus companheiros de quatro patas.
No final, os elefantes salvam o dia.

## Recepção crítica
A Variety considerou Tarzan and the Huntress um dos melhores filmes da série produzida por Sol Lesser. "O filme traz mais movimentação e sinceridade do que a maioria da série e ostenta uma enorme quantidade de sequências com animais selvagens, contribuindo para um divertimento de primeira linha". Para o Film Daily, "Este é o modelo... preferido pelos fãs de Tarzan".
Leonard Maltin, ao contrário, diz que "A essa altura, Weissmuller já estava cansado, assim como os enredos".

## Elenco
| Ator/Atriz         | Personagem     |
| ------------------ | -------------- |
| Johnny Weissmuller | Tarzan         |
| Brenda Joyce       | Jane           |
| Johnny Sheffield   | Boy            |
| Patrica Morison    | Tanya Rawlins  |
| Barton McLane      | Paul Weir      |
| John Warburton     | Carl Marley    |
| Charles Trowbridge | Rei Farrod     |
| Ted Hecht          | Príncipe Ozira |
| Wallace Scott      | Smitty         |